# Рагу фин

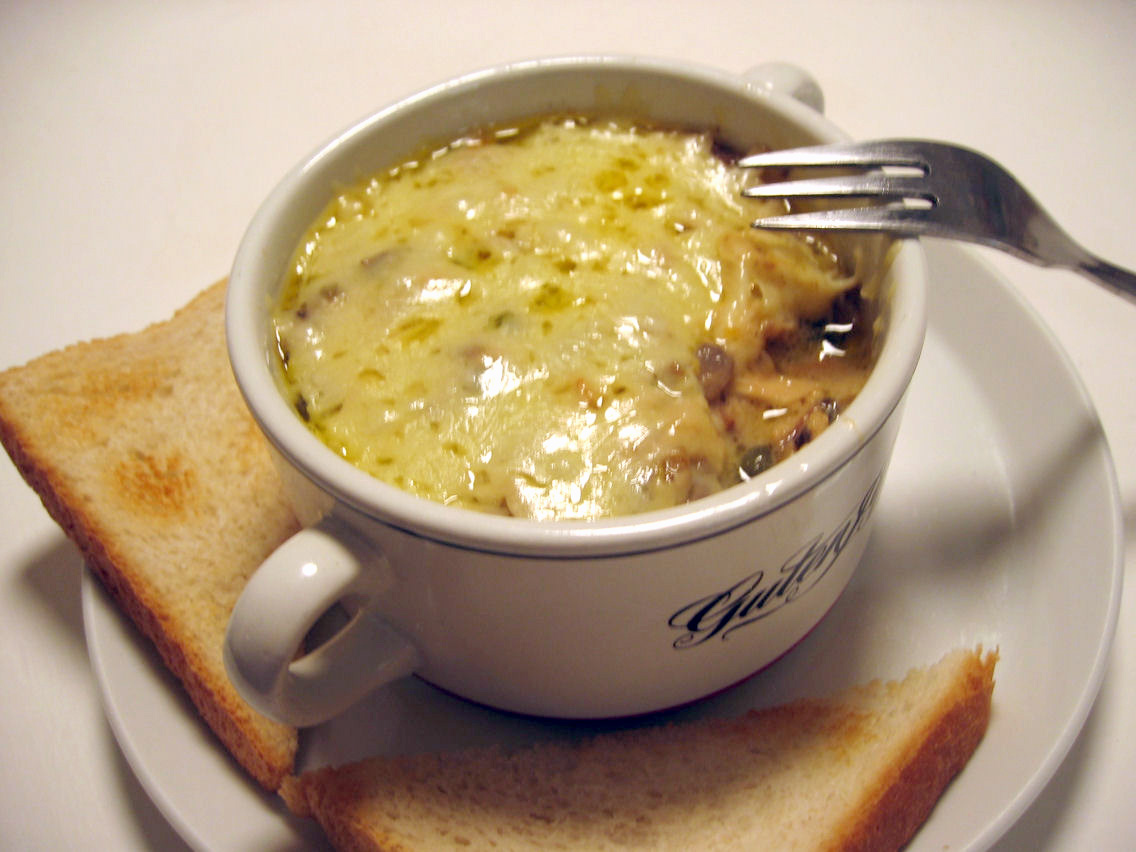
Рагу фин, сервированное с гренками

Рагу фин (фр. ragoût fin — «изысканное рагу») — рагу из белого мяса и потрохов в белом соусе, закуска в классической немецкой и в особенности берлинской кухне.
Рагу фин готовят из телятины, телячьей зобной железы, мозгов, языка и спинного мозга телёнка и куриных грудок, а также в зависимости от рецепта с рыбой. Мясо и потроха (и рыбу) варят до готовности в слегка приправленной уксусом воде или тушат в сливочном масле на слабом огне, затем режут на мелкие кусочки. Белый соус готовят из белой ру, бульона, белого вина, анчоусов, лимонного сока, сливок и тушёных шампиньонов и сгущивают яичным желтком. Ингредиенты смешивают, подогревают в водяной бане и в раковинах морских гребешков, порционных горшочках или волованах, посыпав панировочной мукой, запекают с сыром. Сервируют с вустерским соусом.